# 負けるなBaby! 〜Never give up
「負けるなBaby! 〜Never give up」（まけるなベイビー ネヴァー ギヴ アップ）は、SMAPの4枚目のシングル。1992年7月8日にビクター音楽産業（現：JVCケンウッド・ビクターエンタテインメント）から発売された。

## 概要
表題曲「負けるなBaby! 〜Never give up」は『SMAP 003』に「3×3 MIX」として収録、シングル・ヴァージョンは『Smap Vest』に収録された。
カップリング曲「BEST FRIEND」は『pamS』に「2001 version」としてアレンジを変え歌い直された上で収録、シングル・ヴァージョンは『SMAP 25 YEARS』に収録された。
表題曲に作詞者が当初つけたタイトルは「コーサンするにはまだ早い」だった。
初回生産盤のみCDトレイ下にスペースが設けられ「SMAP MINI-MINI PHOTO BOOK」が封入されている。
累計売上は9.6万枚（オリコン調べ）で、SMAPのシングルで1番売れなかったCDである（2017年1月現在）。

## 収録曲
1. 負けるなBaby! 〜Never give up
作詞:相田毅 / 作曲:筒美京平 / 編曲:CHOKKAKU
  - SMAP主演 映画「シュート!」挿入歌
2. BEST FRIEND
作詞:福島優子・森浩美 / 作曲:筒美京平 / 編曲:土方隆行
  - NHK「みんなのうた」より
  - SMAP主演 VHS/DVD「オリジナル・ストーリー 心の鏡」挿入歌

友情を描いた曲だが、「みんなのうた」で放送されたものは母親へのメッセージソングであり、CDに収録されている歌詞と一部違いがある。森・稲垣が“好きな曲”に挙げたことがある。また『みんなのうたスペシャル 年代別セレクション』（1990年代セレクション）の1曲としても放送された。
2013年4月8日に放送された『SMAP×SMAP』の「はじめてのSMAP5人旅スペシャル‼︎」で、香取がカラオケでこの曲を歌った際に、中居・草彅が感極まって号泣している。
3. 負けるなBaby! 〜Never give up（オリジナル・カラオケ）
4. BEST FRIEND（オリジナル・カラオケ）
5. SMAPパーソナルメッセージ 中居正広
6. SMAPパーソナルメッセージ 森且行
7. SMAPパーソナルメッセージ 稲垣吾郎
8. SMAPパーソナルメッセージ 草彅剛
9. SMAPパーソナルメッセージ 香取慎吾
10. SMAPパーソナルメッセージ 木村拓哉

カセットシングルのみ
5. SMAPナイショ話コーナー

## 初回特典
初回限定盤のみ、MINI-MINI PHOTO BOOK付属。

## 収録アルバム
- SMAP 003（#1）
  - アルバム・バージョンを収録。
- Smap Vest（#1）
- pamS（#2）
  - アルバム・バージョンを収録。
- SMAP 25 YEARS（#2）
- 筒美京平 TOP 10 HITS 1986-2006[2]

## 映像作品
負けるなBaby! 〜Never give up
- LIVE pamS
  - 稲垣が謹慎中の為4人で披露
- Clip! Smap! コンプリートシングルス（ライブ映像）
  - 5人体制 初披露

BEST FRIEND
- Smap! Tour! 2002!

## ライブ・パフォーマンス
BEST FRIEND
- 『SMAP×SMAP』（1996年5月27日、関西テレビ・フジテレビ）
森が最後で6人最後の披露となった
- 『SMAP×SMAP』（2002年1月7日、関西テレビ・フジテレビ）
稲垣が休養の為4人で披露

- 『SMAP×SMAP』（2002年1月14日、関西テレビ・フジテレビ）
稲垣が復帰して5人体制 初披露